# Kościół Matki Boskiej Nieustającej Pomocy w Paczkowie
Kościół Matki Boskiej Nieustającej Pomocy – kościół rektorski należący do Prowincji Warszawskiej Redemptorystów.

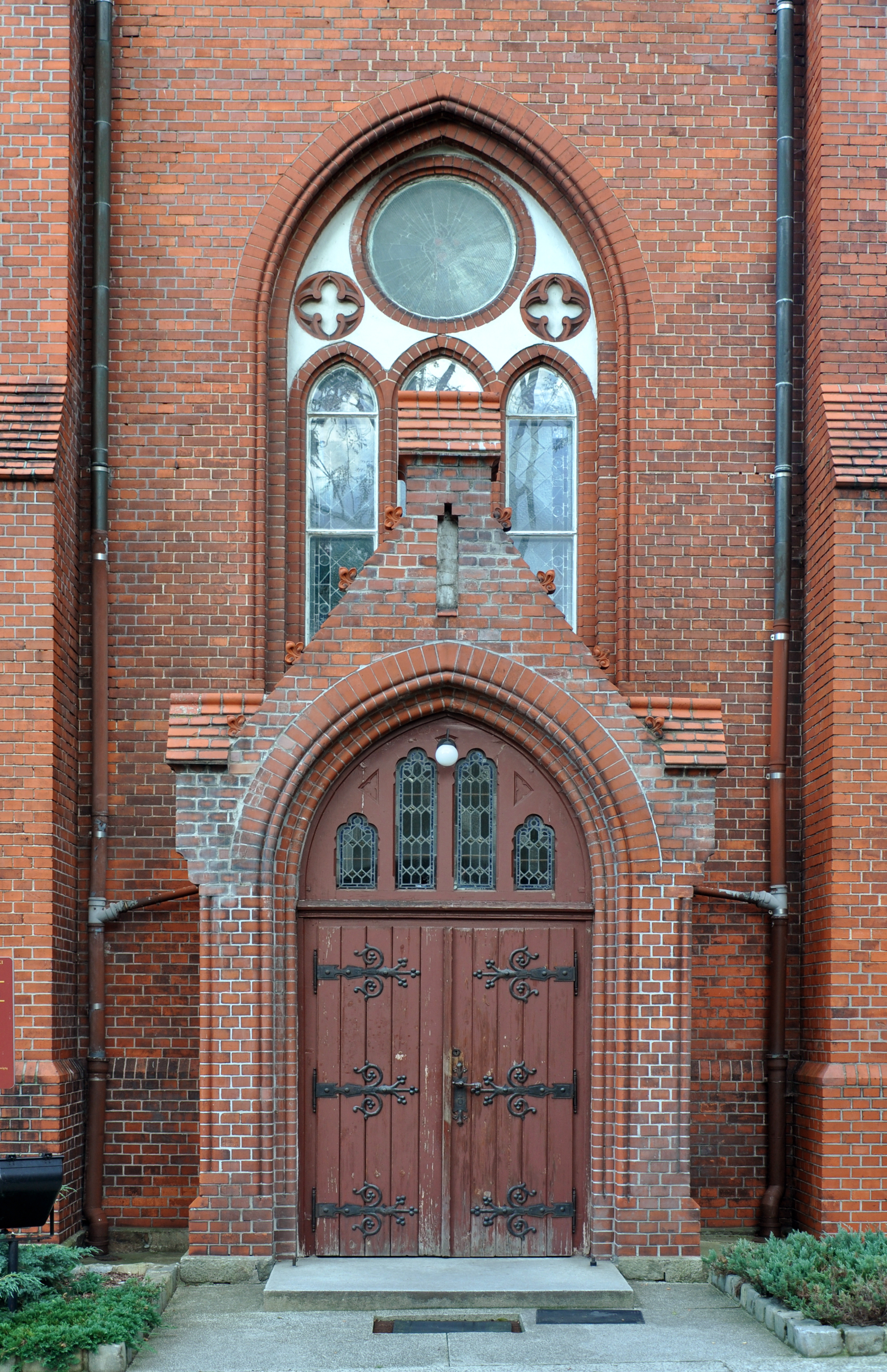
Wejście do kościoła

## Historia
Jest to dawna świątynia protestancka wybudowana w latach 1902-1903 w stylu neogotyckim z cegły. Zaprojektował ją architekt Bernard Nimptsch. Po 1945 roku kościół został przejęty przez katolików.
W 1998 roku świątynia została rozbudowana według projektu architekta Tadeusza Biesiekierskiego z Wrocławia.